# Ударно-спусковой механизм
Уда́рно-спусково́й механи́зм (УСМ) — в огнестрельном оружии механизм, обеспечивающий разбивание капсюля патрона.
Основными деталями УСМ являются:
- ударник, непосредственно накалывающий капсюль своим передним концом (бойком). Ударник, как правило, размещается внутри затвора;
- боевая пружина, сообщающая ударнику необходимую энергию;
- шептало, стопорящее механизм во взведенном положении;
- спусковой крючок или кнопка, педаль и тому подобное, с помощью которого стрелок управляет механизмом. Если необходимо дистанционное управление огнём, вместо спускового крючка применяются электромагнитные или пневматические устройства;
- промежуточные детали — курок (в курковых механизмах, см. ниже), тяги и рычаги.

С УСМ обычно связан предохранитель той или иной конструкции.
Применительно к отдельным образцам оружия может идти речь отдельно об ударном и спусковом механизме (например, винтовка Мосина).

## Принцип действия УСМ

### В неавтоматическом оружии
Перед производством выстрела УСМ приводится во взведенное положение. В этом положении:
- боевая пружина напряжена;
- ударник или курок, находящийся под действием боевой пружины, опирается на шептало своей поверхностью, называемой боевым взводом.

Чтобы произвести выстрел, стрелок нажимает на спусковой крючок, тем самым выводя шептало из соприкосновения с боевым взводом. Ударник (курок) под действием боевой пружины устремляется вперед и наносит бойком удар по капсюлю.

Для следующего выстрела стрелок вручную приводит УСМ во взведенное положение.
Конструкция УСМ не позволяет произвести спуск при не полностью закрытом затворе.

### В автоматическом оружии
УСМ большинства образцов автоматического оружия отличается тем, что его взведение происходит в процессе автоматической перезарядки оружия. Чтобы обеспечить огонь одиночными выстрелами, УСМ снабжается разобщителем, благодаря которому ударник или курок после выстрела задерживается шепталом независимо от того, нажат спусковой крючок или нет. Чтобы сделать следующий выстрел, необходимо отпустить и снова нажать спусковой крючок.

Для ведения автоматического (непрерывного) огня УСМ обеспечивает спуск с боевого взвода каждый раз после закрытия затвора, пока нажат спусковой крючок.

## Классификация УСМ
УСМ может иметь отдельную боевую пружину или (в автоматическом оружии) использовать часть энергии возвратной пружины, которая в этом случае называется возвратно-боевой.

### УСМ с отдельной боевой пружиной
УСМ с отдельной боевой пружиной подразделяются на ударниковые и курковые.

#### Ударниковые УСМ
Боевая пружина непосредственно воздействует на ударник, приводя его в поступательное движение. Так устроены большинство винтовок со скользящим затвором, многие самозарядные пистолеты и пр.

#### Курковые УСМ
Боевая пружина приводит в движение (как правило, вращательное, но иногда курок может иметь и прямолинейное поступательное движение) курок, который, в свою очередь, наносит удар по заднему концу ударника. Курковые УСМ широко используются в оружии всех классов. Ударник как самостоятельная деталь может отсутствовать, тогда боек размещается непосредственно на курке (в ряде револьверов). Для повышения безопасности обычно предусматривается предохранительный взвод — фиксация курка шепталом в промежуточном положении, из которого его можно только поставить на боевой взвод, но не спустить, или отбой курка — спущенный курок отводится назад, сам вставая на предохранительный взвод.

### УСМ с возвратно-боевой пружиной
Возвратно-боевая пружина может передавать энергию ударнику различными способами:
- через затворную раму, которая в конце своего движения вперед наносит удар по заднему концу ударника, как во многих пулеметах, стреляющих с открытого затвора («с заднего шептала»);
- непосредственно, при этом ударник может быть жестко закреплен в затворе и фактически весь затвор представляет собой массивный ударник. Это решение типично для пистолетов-пулеметов;
- через специальный рычаг (в некоторых образцах, например, пистолете Браунинга обр. 1900 г.).

### Классификация УСМ по способу взвода

#### УСМ одинарного действия
УСМ одинарного действия (англ. Single Action, SA) можно взвести либо воздействием на его ударный элемент (курок, реже ударник), либо перемещением затвора. После выстрела УСМ взводится автоматически. Пример: Colt M1911A1, ТТ.

#### УСМ двойного действия
УСМ двойного действия, или самовзводный (англ. Double Action, DA) может использоваться двояко: либо как УСМ одинарного действия (сначала взвод УСМ отведением курка (ударника) или перемещением затвора, затем нажатие на спусковой крючок для производства выстрела), либо как УСМ двойного действия: одним нажатием на спусковой крючок взводится УСМ и производится выстрел. После выстрела как в первом, так и во втором случае УСМ взводится автоматически при откате затвора.
В последние десятилетия XX века получили распространение УСМ только двойного действия (англ. Double Action Only, DAO). После выстрела УСМ автоматически не взводится. УСМ взводится при нажатии на спусковой крючок, в крайнем положении которого происходит спуск. Считается, что оружие с таким механизмом не нуждается в предохранителе, так как выстрел может произойти только при полном выжимании спуска, а снижением точности стрельбы во многих практических случаях можно пренебречь.
УСМ двойного действия применяются в основном в короткоствольном оружии (пистолетах и револьверах). Он значительно повышает оперативность оружия, но отрицательно влияет на точность стрельбы, так как усилие при спуске и ход спускового крючка при стрельбе самовзводом заметно больше, чем при предварительном взводе. Этот недостаток относится в большей степени к УСМ только двойного действия. В автоматических пистолетах самовзводом производится только первый выстрел, УСМ после каждого выстрела взводится действием автоматики. Поэтому указанный недостаток при втором и последующих выстрелах отсутствует.
Еще один вариант решения УСМ — когда боевая пружина перед выстрелом взводится лишь частично, а при нажатии на спуск «дожимается». Такое решение применено, например, в пистолетах Глок и Смит-Вессон «Сигма».

## Примеры типичных конструкций

### Винтовка Мосинаобр. 1891/30 г (Россия, СССР)
Ударник и витая цилиндрическая боевая пружина размещены в затворе. Сжатие боевой пружины происходит при отпирании затвора; при запирании — боевой взвод ударника опирается на шептало. Возможно взведение ударника вручную при закрытом затворе, для этого необходимо оттянуть назад курок (в данном случае курком называется наконечник, навинченный на хвостовик ударника). Для постановки на предохранитель курок нужно оттянуть назад до отказа и повернуть против часовой стрелки.

### Револьвер Нагана обр. 1895 г.(Бельгия, Россия, СССР)
УСМ курковый, двойного действия (выпускался также вариант одинарного действия), боек шарнирно установлен на курке, боевая пружина — пластинчатая, двупёрая, размещена в рукоятке. Шептало выполнено заодно со спусковым крючком. Предохранитель отсутствует, но при ненажатом спусковом крючке специальная деталь не позволяет бойку соприкасаться с капсюлем. При взведении курок приводит также в действие специфический замочный механизм, сдвигающий барабан револьвера вперед, а спусковой крючок особым выступом стопорит барабан от вращения.

### Пистолет Кольт М1911(США)
УСМ курковый, одинарного действия. Боевая пружина витая цилиндрическая, расположена в рукоятке позади магазина, усилие на курок передается через тягу. Ударник подпружинен для предотвращения случайных выстрелов. Спуск движется продольно в пазах рамки пистолета. Предохранителей два: один блокирует шептало и затвор, второй — спусковую тягу. При включенных предохранителях курок может оставаться на боевом взводе (англ. Cocked and locked), этим компенсируется недостаточная оперативность УСМ одинарного действия. Кроме того, предусмотрен предохранительный взвод курка.

### Пистолет ТТ(СССР)
УСМ курковый, одинарного действия. Боевая пружина витая цилиндрическая, расположена в полости курка. Ударник подпружинен для предотвращения случайных выстрелов. Спуск движется продольно в пазах рамки пистолета. Предохранитель как таковой отсутствует, его роль выполняет предохранительный взвод курка. Особенность конструкции — весь УСМ, кроме спуска и ударника, выполнен в виде единого легкосъемного узла («колодки»).

### ПулемётПК(СССР)
УСМ с возвратно-боевой пружиной, обеспечивает только автоматический огонь. Боевой взвод находится на затворной раме, c нею связан ударник. Когда после запирания затвора затворная рама продолжает движение вперед, ударник под её действием продвигается по каналу в остове затвора и разбивает капсюль. В танковом варианте пулемёта (ПКТ) вместо спускового крючка установлен электромагнитный спусковой механизм (электроспуск), включаемый кнопкой.

### Пистолет-пулемётППШ(СССР)
Типичный для массовых пистолетов-пулемётов простой УСМ с возвратно-боевой пружиной, ударник жестко закреплен в затворе, боевой взвод расположен на затворе. Имеется переводчик, позволяющий вести одиночный или автоматический огонь. Предохранитель блокирует движение затвора.

### АвтоматАКМ(СССР)
УСМ курковый, курок скрыт в ствольной коробке, его взведение возможно только путём отведения затворной рамы назад. УСМ имеет три шептала: первое, выполненное заодно со спусковым крючком, удерживает курок на боевом взводе при отпущенном спусковом крючке; второе (шептало одиночного огня) удерживает курок при нажатом спусковом крючке в режиме одиночного огня. За счет этого не требуется разобщитель; третье (шептало автоспуска) в режиме автоматического огня удерживает курок до закрытия затвора, спуск с этого шептала обеспечивает затворная рама, когда приходит в крайнее переднее положение. Для снижения темпа автоматической стрельбы движение курка после спуска несколько притормаживается специальной деталью — замедлителем. Боевая пружина спиральная, ударник размещен в канале затвора. Предохранитель, совмещенный с переводчиком режима огня, блокирует спусковой крючок и ограничивает движение затворной рамы.

### ПистолетПМ(СССР)
УСМ курковый, двойного действия, с отбоем курка (в спущенном положении курок не соприкасается с ударником). Ударник относительно легкий, и поэтому не подпружинен. Боевая пружина пластинчатая, совмещена с пружиной шептала, пружиной рычага взвода и защелкой магазина, размещена в рукоятке позади магазина. При включении предохранителя происходит безопасный спуск курка с боевого взвода, блокируются затвор, ударник и курок.